# أنيكا سفينسون
أنيكا سفينسون (بالسويدية: Annica Svensson)‏ هي لاعبة كرة قدم سويدية، ولدت في 3 مارس 1983 في Björneborg, Sweden ‏ في السويد. شاركت مع منتخب السويد تحت 17 سنة للسيدات لكرة القدم ومنتخب السويد لكرة القدم للسيدات. أما مع النوادي، فقد لعبت مع نادي هاماربي لكرة القدم.

## وصلات خارجية
- أنيكا سفينسون على موقع الاتحاد الدولي (مؤرشف)  (الإنجليزية)
- أنيكا سفينسون على موقع الاتحاد الأوربي (الإنجليزية)
- أنيكا سفينسون على موقع اتحاد السويد (السويدية)
- أنيكا سفينسون على موقع قاعدة بيانات كرة القدم.إي يو (الإنجليزية)
- أنيكا سفينسون على موقع Soccerway.com (الإنجليزية)
- أنيكا سفينسون على موقع عالم كرة القدم.نت (الإنجليزية)
- أنيكا سفينسون على موقع أوليمبيديا (الإنجليزية)
- أنيكا سفينسون على موقع اللجنة الأولمبية السويدية (السويدية)